# Ohio
Ohio (wymowa: /oʊˈhaɪ.oʊ/ⓘ) – stan w północno-wschodniej części Stanów Zjednoczonych, nad jeziorem Erie. Ohio pod względem powierzchni jest stosunkowo małe, ale z populacją ponad 11,6 miliona mieszkańców znajduje się w dziesiątce najgęściej zaludnionych stanów USA. Z Ohio pochodziło siedmiu prezydentów USA, dzięki czemu stan zyskał sobie przydomek „matki współczesnych prezydentów”.
Ohio posiada dwa duże obszary metropolitalne z liczbą mieszkańców wynoszącą ponad 2 miliony: Columbus (stolica) i Cleveland-Elyria. Także obszar metropolitalny Cincinnati, częściowo położony w Kentucky i Indianie, obejmuje ponad 2 mln ludzi.
Sektor produkcyjny w Ohio zatrudniający ponad 700 tys. osób, produkuje więcej tworzyw sztucznych, gumy, sprzętu elektrycznego i metali niż jakikolwiek inny stan w USA.
Swoją nazwę bierze od rzeki Ohio, która tworzy jego południową granicę i w języku irokeskim oznacza „piękną rzekę” lub „dużą wodę”.

## Geografia
Powierzchnia w zachodniej części stanu nizinna, we wschodniej i środkowej wyżynna i pagórkowata. Ohio należy do stanów Wielkich Jezior. Od północy graniczy z jeziorem Erie.
Równiny na zachodzie Ohio mają jedne z najbardziej urodzajnych pól uprawnych w kraju, znajdują się na skraju tzw. pasa kukurydzy, który rozciąga się na zachód przez Środkowy Zachód USA.
Klimat wilgotny kontynentalny. Region południowy ma najwyższe temperatury i najdłuższy okres wegetacji – średnio 198 dni, w porównaniu z od 150 do 178 dni w pozostałej części stanu. Ponad połowa rocznych opadów występuje w okresie wegetacyjnym, od maja do października. Rekordowa niska temperatura dla stanu została zanotowana w Milligan (–39 °C) w dniu 10 lutego 1899 r. Najwyższa temperatura (45 °C), została zarejestrowana w pobliżu Gallipolis w dniu 21 lipca 1934 roku.
- Główne rzeki: Ohio, Wabash i Scioto
- Najwyższy szczyt: Campbell Hill(inne języki) (472 m n.p.m.)
- Liczba hrabstw: 88

### Miejscowości
Na terenie stanu Ohio znajduje się 926 miast (city) i wsi (village), w tym 6 o liczbie ludności przekraczającej 100 000, 174 powyżej 10 000 mieszkańców, a 523 powyżej 1000 mieszkańców (2022 r.).
Lista miast zamieszkanych przez 20 000 lub więcej osób (2022 r.):

- Columbus (907 971)
- Cleveland (361 607)
- Cincinnati (309 513)
- Toledo (266 301)
- Akron (188 509)
- Dayton (135 944)
- Parma (79 358)
- Canton (69 671)
- Lorain (65 365)
- Hamilton (62 937)
- Youngstown (59 144)
- Springfield (58 106)
- Kettering (57 027)
- Elyria (52 908)
- Middletown (51 229)
- Newark (50 763)
- Cuyahoga Falls (50 655)
- Lakewood (49 658)
- Dublin (48 998)
- Euclid (48 496)
- Mansfield (47 865)
- Mentor (47 044)
- Beavercreek (46 942)
- Strongsville (45 725)
- Fairfield (44 456)
- Cleveland Heights (44 201)
- Delaware (43 895)
- Huber Heights (43 321)
- Grove City (42 233)
- Lancaster (41 174)
- Reynoldsburg (41 117)
- Findlay (40 249)
- Warren (38 906)
- Westerville (38 466)
- Hilliard (37 377)
- North Ridgeville (36 824)
- Upper Arlington (36 010)
- Mason (35 520)
- Marion (35 327)
- Brunswick (35 196)
- Gahanna (35 127)
- Fairborn (34 977)
- Lima (34 977)
- Stow (34 216)
- Westlake (33 907)
- Massillon (32 292)
- North Olmsted (31 724)
- North Royalton (30 793)
- Bowling Green (29 647)
- Garfield Heights (29 072)
- Shaker Heights (28 723)
- Green (27 269)
- Marysville (27 157)
- Kent (27 147)
- Wooster (27 031)
- Troy (26 679)
- Medina (26 033)
- Avon Lake (25 617)
- Xenia (25 612)
- Avon (25 375)
- Perrysburg (25 161)
- Centerville (25 156)
- Barberton (24 826)
- Zanesville (24 600)
- Sandusky (24 526)
- Pickerington (24 524)
- Wadsworth (24 521)
- Riverside (24 355)
- Willoughby (24 130)
- Solon (23 792)
- Maple Heights (23 136)
- Trotwood (22 959)
- Hudson (22 917)
- Chillicothe (21 921)
- Lebanon (21 483)
- Alliance (21 414)
- South Euclid (21 395)
- Rocky River (21 346)
- Athens (20 820)
- Painesville (20 642)
- Piqua (20 607)
- Parma Heights (20 389)
- Sidney (20 290)

## Historia
Pod koniec XVII wieku osiedlili się tutaj imigranci z Francji i Wielkiej Brytanii. Stan Ohio należał do tej ostatniej w latach 1756–1763. Od 1783 w niepodległych Stanach Zjednoczonych na Terytorium Północno-Zachodnim, gdzie zakazane było niewolnictwo. Indianie czynnie sprzeciwiali się osadnictwu. Odbyła się tu m.in. bitwa pod Fallen Timbers w 1794 roku.
W roku 1788 wybudowano Mariettę – pierwszą stałą osadę. W następnej kolejności powstały: Cincinnati w 1788; Cleveland w 1796; Columbus w 1812.
Ohio ogłoszono w 1803 samodzielnym stanem, siedemnastym przyjętym do Unii. Po 1815 roku gwałtownie rozwinęła się gospodarka dzięki osadnikom, budowie kanałów łączących Wielkie Jeziora i linii kolejowych. W czasie wojny secesyjnej stan pozostał w Unii.
W 1863 roku John D. Rockefeller zainwestował w pierwszą rafinerię, w Cleveland. W 1870 zakłada firmę Standard Oil, która do 1878 roku kontrolowała 90% krajowych rafinerii ropy naftowej.
W latach 1880–1914 emigranci z Europy Wschodniej (w tym Polacy) i południowej osiedlali się tu masowo. Do miast przybywali Czarnoskórzy ze stanów południowych – przyczyniło się to do zamieszek na tle rasowym, m.in. w 1966 roku w Cleveland.

## Demografia
Spis ludności z roku 2020 stwierdza, że stan Ohio liczy 11 799 448 mieszkańców, co oznacza wzrost o 262 944 (2,3%) w porównaniu z poprzednim spisem z roku 2010. Dzieci poniżej piątego roku życia stanowią 5,9% populacji, 22,1% mieszkańców nie ukończyło jeszcze osiemnastego roku życia, a 17,5% to osoby mające 65 i więcej lat. 51,0% ludności stanu stanowią kobiety.

### Język
W 2010 roku najpowszechniej używanymi językami były:
- język angielski – 93,69%,
- język hiszpański – 2,17%,
- język niemiecki – 0,53%.

### Rasy i pochodzenie
W 2019 roku, 80,9% mieszkańców stanowiła ludność biała (78,3% nie licząc Latynosów), 12,6% to czarni Amerykanie lub Afroamerykanie, 2,9% miało rasę mieszaną, 2,3% to Azjaci, 0,2% to rdzenna ludność Ameryki, 0,05% to Hawajczycy i mieszkańcy innych wysp Pacyfiku. Latynosi stanowią 4,0% ludności stanu.
Do największych grup należą osoby pochodzenia niemieckiego (22,3%), irlandzkiego (12,5%), afroamerykańskiego, angielskiego (8,0%), „amerykańskiego” (6,6%) i włoskiego (6,0%). 
Duże grupy stanowią też osoby pochodzenia polskiego (419,6 tys.), szkockiego lub szkocko–irlandzkiego (321 tys.), francuskiego (254,9 tys.), europejskiego (242,6 tys.), meksykańskiego (207,7 tys.), węgierskiego (163,9 tys.), holenderskiego (150,1 tys.), afrykańskiego subsaharyjskiego (137,5 tys.), portorykańskiego (130,7 tys.), walijskiego (124,6 tys.) i słowackiego (106,4 tys.). 
Większość ludności azjatyckiej stanowią Hindusi, Arabowie i Chińczycy.

### Religia
Dane z 2014 r.:
- protestanci – 53%:

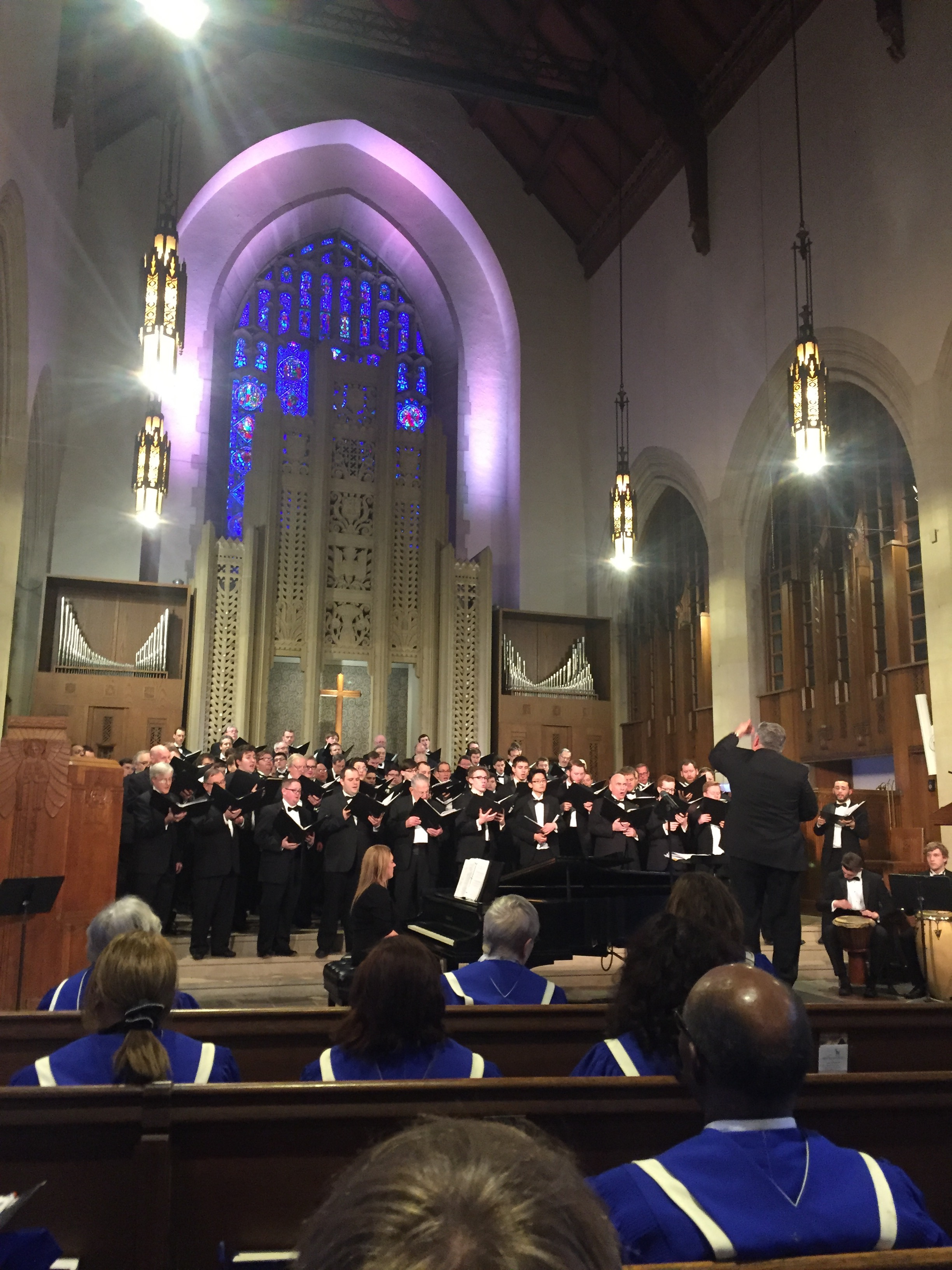
Wnętrze Pierwszego Kościoła Baptystów w Cleveland

  - ewangelikalni – 29% (gł. baptyści, bezdenominacyjni, zielonoświątkowcy i uświęceniowcy)[14],
  - głównego nurtu – 17% (gł. metodyści, luteranie i kalwini)[14],
  - historyczni czarni protestanci – 7% (gł. baptyści)[15],
- bez religii – 22% (w tym: 3% agnostycy i 2% ateiści),
- katolicy – 18%,
- żydzi – 1%,
- świadkowie Jehowy – 1%,
- mormoni – 1%,
- pozostałe religie – 4% (w tym: prawosławni, muzułmanie, hinduiści, buddyści, scjentyści, unitarianie uniwersaliści, Kościół Jedności, bahaiści, irwingianie i sikhowie[16]).

Ohio ma drugą co do wielkości populację amiszów (ok. 80 tys. w 2021 roku) we wszystkich stanach USA. Więcej amiszów znajduje się jedynie w sąsiedniej Pensylwanii. Największą społeczność amiszów posiada hrabstwo Holmes.

## Gospodarka

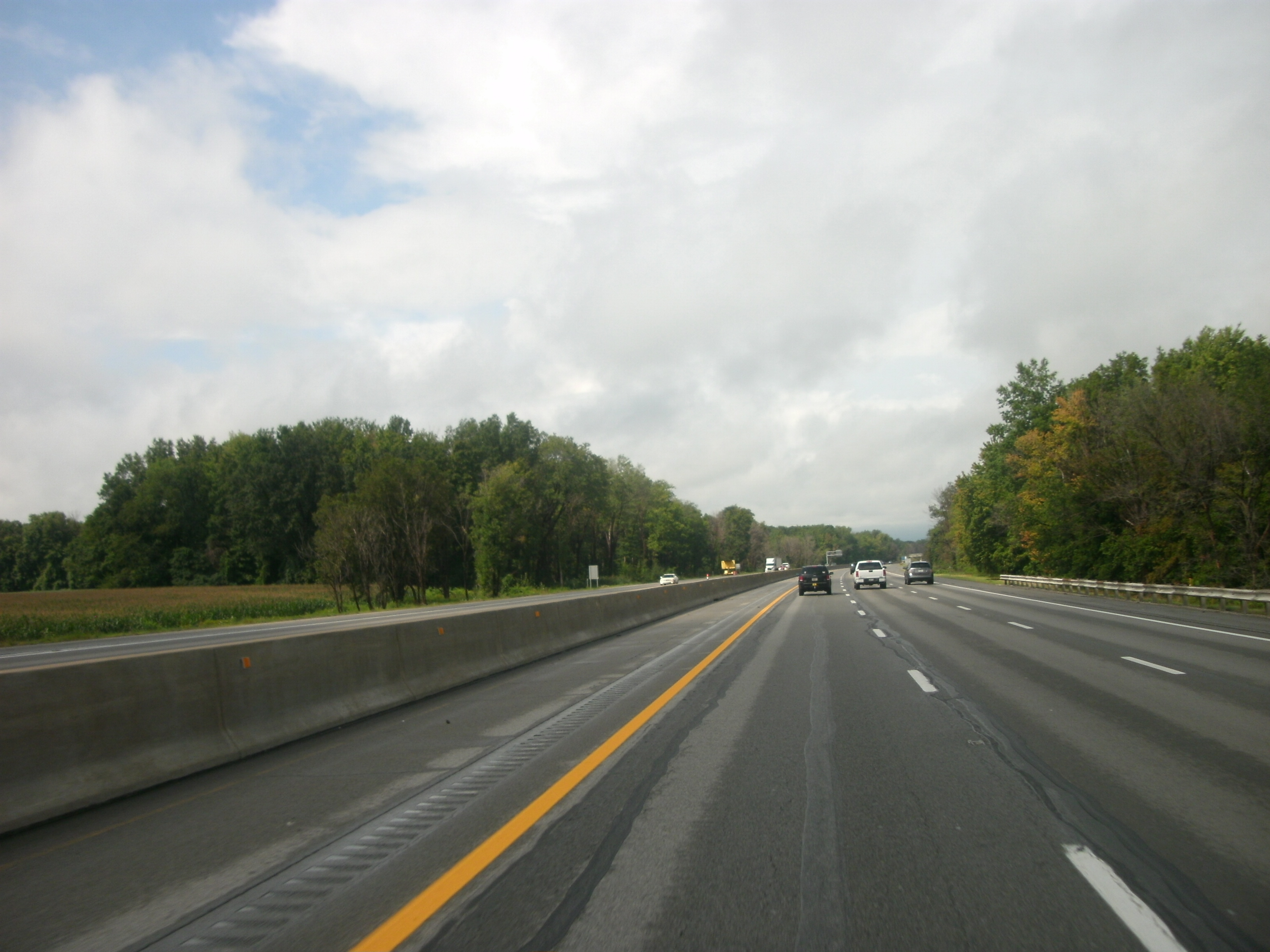
Ohio posiada czwarty co do wielkości system autostrad międzystanowych

Należy do najbardziej rozwiniętych stanów USA. Gęsta sieć komunikacyjna, liczne porty śródlądowe. Przemysł elektrotechniczny wypiera przodujące niegdyś górnictwo soli kamiennej i węgla kamiennego.
W Ohio znajduje się wiele zakładów przemysłu lotniczego (z Dayton pochodzili bracia Wright). W Ohio znajdują się siedziby główne wielu międzynarodowych korporacji. Są to między innymi: Kroger (Cincinnati), Procter & Gamble (Cincinnati), Goodyear Tire and Rubber Company (Acron), AK Steel Holding (West Chester), Timken Company (Jackson Township), Abercrombie & Fitch (New Albany), Wendy’s (Dublin).

### Rolnictwo

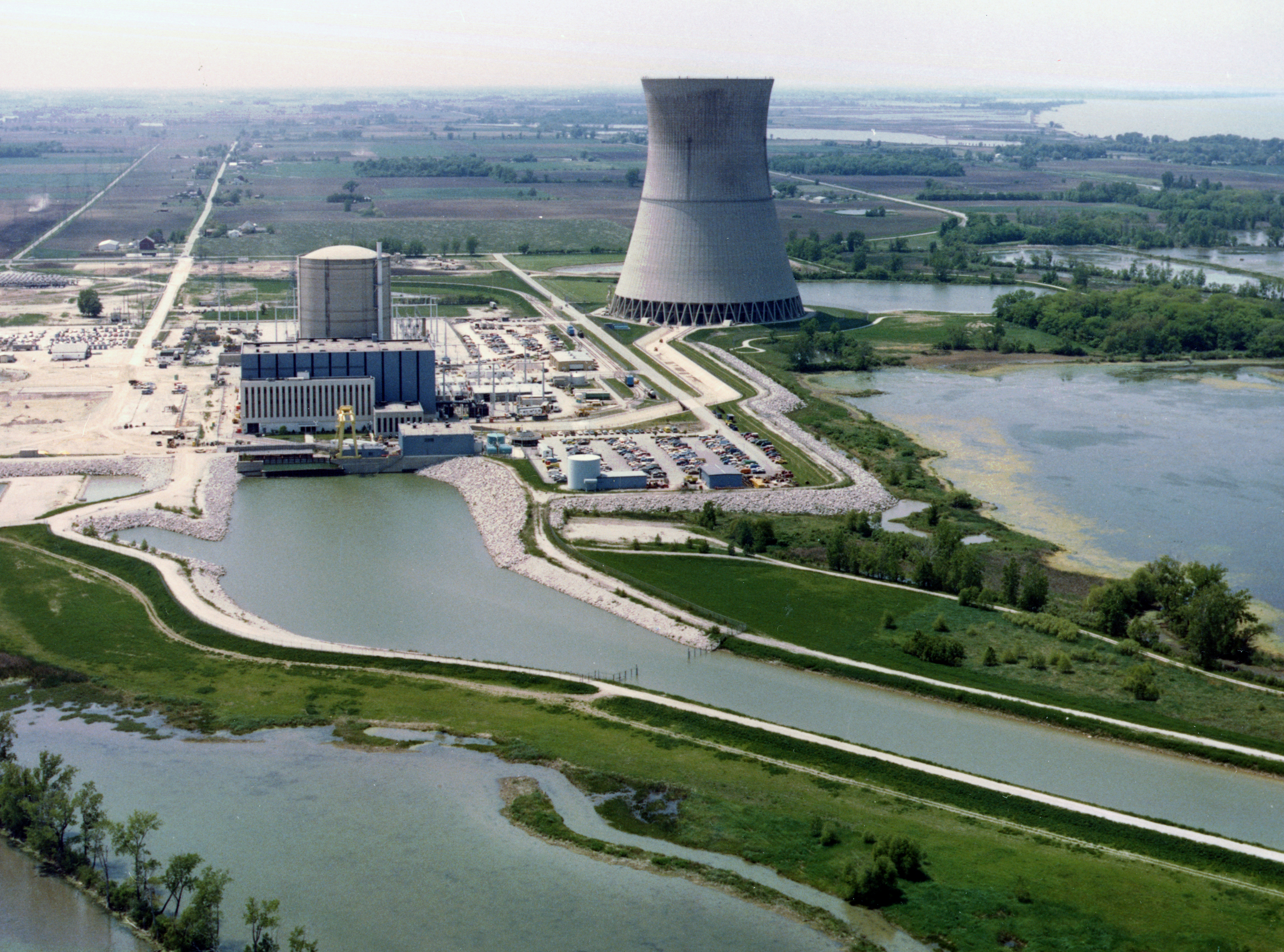
Elektrownia jądrowa Davis-Besse będąca jednym z dwóch reaktorów jądrowych w Ohio

Rolnictwo bardzo dobrze rozwinięte. Dominuje hodowla trzody chlewnej i bydła. W stanie jest prawie 2800 gospodarstw mlecznych, ponadto Ohio jest największym producentem sera szwajcarskiego w USA. Duży dochód przynosi także hodowla kurczaków i indyków. Podstawowe produkty roślinne to: soja, kukurydza i pszenica.

### Przemysł i energia
Znaczna część przemysłu w Ohio związana jest z produkcją chemikaliów, a także pojazdów silnikowych, sprzętu transportowego, żywności, napoi, wyrobów tytoniowych, obróbką metali i produkcją maszyn.
Ważną rolę odgrywa wydobywanie minerałów, w tym ropy naftowej, gazu ziemnego i węgla bitumicznego. W 2019 roku po raz pierwszy wytwarzanie energii elektrycznej przez gaz ziemny (43%), było większe od tej wytwarzanej przez elektrownie węglowe (39%).

## Symbole stanowe
- Zwierzę: Jeleń wirginijski
- Człowiek: LeBron James
- Napój: Sok pomidorowy
- Ptak: Kardynał szkarłatny
- Kwiat: Goździk ogrodowy
- Owad: Biedronka
- Motto: With God all things are possible („Z Bogiem wszystkie rzeczy są możliwe”)
- Piosenka rockowa: Hang On Sloopy
- Piosenka: Beautiful Ohio
- Drzewo: Kasztanowiec gładki
- Roślina: Trillium grandiflorum(inne języki)